# Alto Rio Doce
Alto Rio Doce é um município brasileiro no interior do estado de Minas Gerais, Região Sudeste do país. Localiza-se na Zona da Mata e sua população recenseada em 2022 era de 10 891 habitantes.
Alto Rio Doce possui quatro distritos: Alto Rio Doce, Abreus, situado ao lado de Dores do Turvo, Vitorinos, situado ao lado de Senhora dos Remédios e Missionário, situado a 12 km da sede.

## História

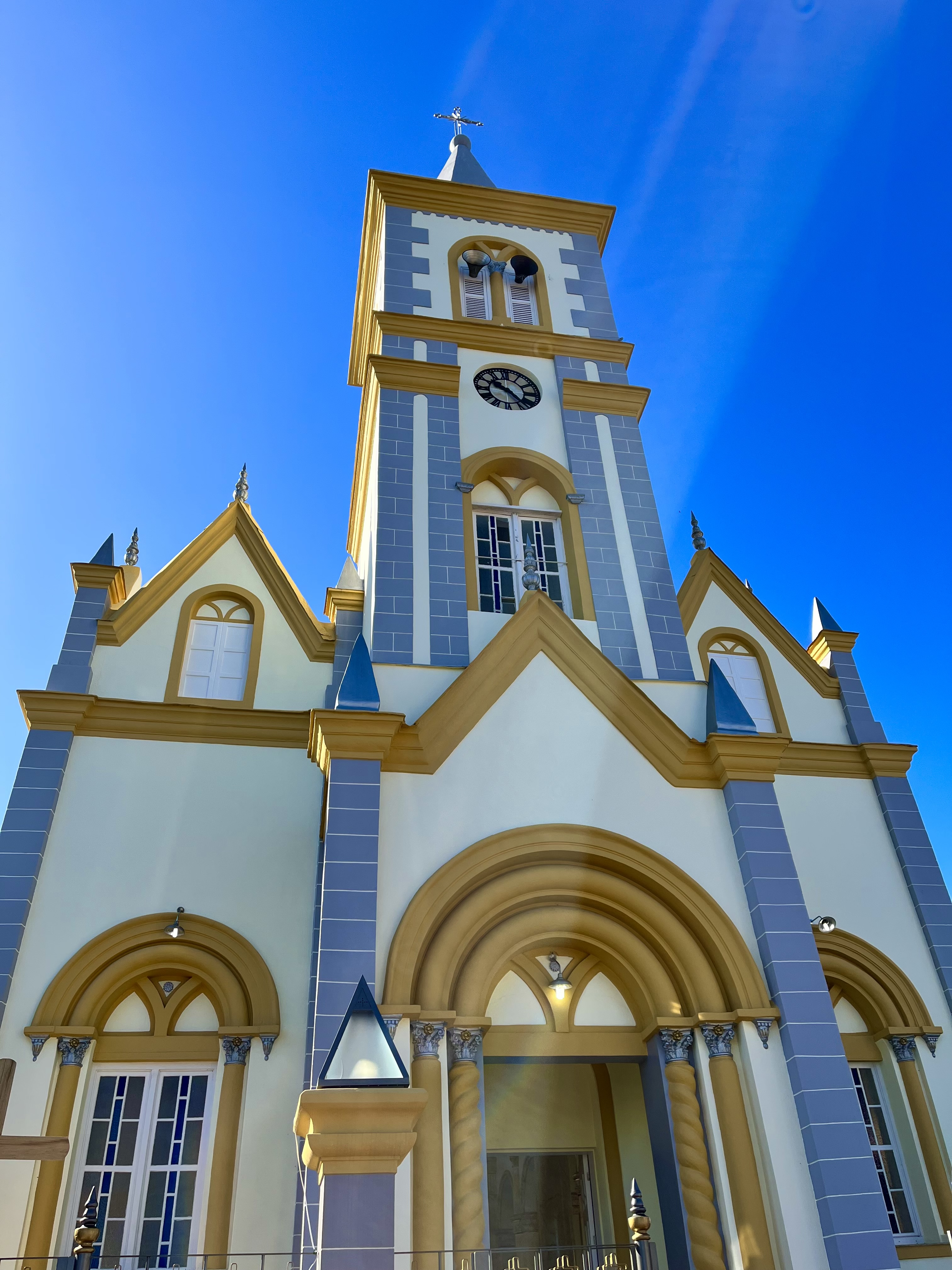
Igreja de São José, padroeiro do município, depois de sua última reforma.

Em 1759 José Alves Maciel e sua mulher Vicência Maria de Oliveira se estabeleceram na margem esquerda do rio Xopotó, onde receberam sesmaria. A primeira missa no local foi dita em março de 1764 e ali se ergueu uma Capela a São José, capela filial de Guarapiranga. O local foi elevada a freguesia em 14 de julho de 1832, sendo seu padre Agostinho Cesário de Andrade. Em março de 1890, foi instituído o município de São José do Xopotó pelo decreto nº 26 assinado por Dr. João Pinheiro da Silva, a sede foi, então, elevada a vila com o nome de Alto Rio Doce.
No Morro dos Marimbondos, situado na Serra da Samambaia, no povoado de Abreus, a cerca de 12 km da zona urbana, ocorreu a queda do DC-3 PP-PCH da Panair do Brasil, durante uma tempestade na tarde do dia 27 de setembro de 1946. A aeronave seguia de Belo Horizonte para o Rio de Janeiro e nenhum dos 22 passageiros e três tripulantes sobreviveu. Os moradores das proximidades relataram ter escutado uma explosão, mas confundiram o barulho com um trovão no momento.
Atualmente a cidade é famosa pelo seu carnaval de rua que atrai milhares de turistas todos os anos. A Exposição Agropecuária que ocorre no mês de julho também é outro evento turístico da cidade. A Festa religiosa de São José é o terceiro evento mais conhecido na cidade.

## Geografia
Alto Rio Doce é um município da Região Geográfica Imediata de Barbacena, na Região Geográfica Intermediária de Barbacena. Faz parte da microrregião de Viçosa, que por sua vez está incluída na mesorregião da Zona da Mata.

## Demografia
| 1991 | 14 160 |      |
| 1996 | 13 241 | 6,5% |
| 2000 | 13 858 | 4,7% |
| 2007 | 12 657 | 8,7% |
| 2010 | 12 159 | 3,9% |

Segundo dados do censo demográfico de 2010, a população do município naquele ano era de 12 159 habitantes, sendo 5 070 na zona urbana (41%) e 7 089 na zona rural (59%).

## Alto-rio-docenses notórios
- Biografias de alto-rio-docenses